# Toh Hsien Min
Toh Hsien Min (Singapour 1975) est un poète singapourien. 
Ses poèmes ont paru en outre dans nombreuses revues (e.g. London Magazine, London Review of Books, Poetry Salzburg Review et La Traductière), et ont été traduits en français, espagnol et italien. Il a été invité à lire ses poèmes dans différents festivals internationaux de poésie tels que l'Edinburgh International Book Festival, l'Ars Interpres Poetry Festival en Suède et le Marché de la Poésie à Paris. Fondateur du magazine Quarterly Literary Review Singapore, périodique littéraire le plus important à Singapour, il a étudié la littérature anglaise au Keble College d'Oxford, où il était également président de l'Oxford University Poetry Society.

## Œuvres
- Iambus (1994)
- The Enclosure of Love (2001)
- Means to an End (2008)
- Dans quelle sens tombent les feuilles (2016)
- Lilla Torg (2023)